# George Gyles
George Frederick Gyles (* 17. November 1877 in London, Vereinigtes Königreich; † 5. Februar 1959 in Vancouver) war ein kanadischer Segler.

## Erfolge
George Gyles, der für den Royal Vancouver Yacht Club segelte, gewann 1932 in Los Angeles bei den Olympischen Spielen in der 8-Meter-Klasse die Silbermedaille. Er war Crewmitglied des von Skipper Ronald Maitland angeführten Bootes Santa Maria, das sämtliche vier Wettfahrten auf dem zweiten Platz und damit hinter dem einzigen anderen Boot, der Angelita von Skipper Owen Churchill aus den Vereinigten Staaten, beendete. Neben Gyles gehörten außerdem Peter Gordon, Hubert Wallace, Ernest Cribb und Harry Jones zur Crew der Santa Maria.
Mehrfach übte er das Amt des Commodores im Royal Vancouver Yacht Club aus, der ihn 1953 zum Ehrenmitglied auf Lebenszeit ernannte. Von Beruf war Gyles Buchhalter.